# Аракчаа, Кара-Кыс Донгаковна
Кара-Кыс Донгаковна Аракчаа (род. 16 декабря 1950) — российский государственный деятель, депутат Государственной Думы I созыва, кандидат химических наук, кандидат в президенты Республики Тыва (1997). Автор более 200 научных работ.

## Биография
Родилась 16 декабря 1950 года в посёлке Урбюн Улуг-Хемского района Тувинской АССР, СССР. В 1972 году окончила Московский государственный университет им. Ломоносова по специальности «химик».
В 1972—1973 годах — лаборант Терлиг-Хайского РЭП треста Союзртуть, Тувинской АССР. С 1974 по 1986 годы работала в Кызылском государственном педагогическом институте (лаборант-доцент).
В 1978 году окончила аспирантуру Института геохимии и аналитической химии имени В. И. Вернадского РАН. С 1986 по 1993 годы — ученый секретарь Тувинского комплексного отдела (на правах института) СО АН СССР. В 1989 году была кандидатом в народные депутаты СССР, но избирательную кампанию проиграла.
В декабре 1993 года была избрана депутатом Госдумы первого созыва по одномандатному избирательному округу № 28 (Тувинский — Республика Тыва). Входила в депутатскую группу «Новая региональная политика», была членом комитета по делам национальностей.
1996—2008 годы: работа в Министерстве по делам национальной РФ, Государственном комитете по делам Севера РФ, на кафедре национальных и федеративных отношений Российской академии государственной службы при Президенте РФ, Ассамблее народов России, Центральном исполнительном комитете ВПП «Единая Россия».
Член Постоянного форума ООН по вопросам коренных народов (2014—2016).

## Научная деятельность
С 1989 года — исследователь природных водных лечебных ресурсов Тувы. Основатель научного направления в изучении природных лечебных вод Тувы — аржаанологии (1992) и Ведущей научной школы аржаанологии (2010). С 2010 по 2012 год работала в Тувинском государственном университете, Тувинском институте гуманитарных исследований. В 2012 - 2021 годах — ученый секретарь, директор НИИ медико-социальных проблем и управления Республики Тыва. С 2022г. - главный научный сотрудник НИИ медико-социальных проблем и управления Республики Тыва. Автор более 200 научных работ.
Область научных интересов:
- Природные лечебные воды Тувы: естественно-научные исследования системы «вода-порода», медико-биологические исследования системы «лечебная вода — организм человека», этнопсихологические исследования системы «лечебный эффект природных целительных вод — психология человека» (феномена аржаанного лечения);
- Народная медицина: лекарственные растения Тувы;
- Коренные народы: политика, право, реальность;
- Политико-правовые вопросы формирования тувинского этноса и его исторической государственности;
- Природные ресурсы Тувы: экологические вопросы освоения.

## Общественная деятельность
- Председатель Тувинского республиканского отделения Русского географического общества (с 2016 года);
- Член Общественной палаты Республики Тыва (с 2018 г.);
- Исполнительный директор проекта Ассамблеи народов России "Подготовка и издание авторской серии книг Р. Г. Абдулатипова «Народы моей России» (2000—2010);
- Ответственный редактор русского издания журнала «Федерации: что нового в мире федерализма», издаваемого в сотрудничестве с международной организацией Форум Федераций (Канада, 2003—2008);
- Член редакционной коллегии и исполнитель проекта антологии Шойгу С. К. «Урянхай. Тыва дептер» (семь томов, изданы в 2007—2008 гг.; переиздание, 2-е, исправленное и дополненное — в 2014 г.);
- Участие в подготовке материалов к фотоальбому «Черно-белая Тува: история продолжается…» (2010);
- Подготовка материалов к «Собранию исторической картографии Урянхая — Танну-Тувы» (2005—2014);
- Ответственный и главный редактор сборника материалов Международных научно-практических конференций «Курортная база и природные лечебно-оздоровительные местности Тувы и сопредельных регионов» (с 2013 г.).

## Награды и почётные звания
- Нагрудный знак «Изобретатель СССР» (1987);
- Лауреат премии ВОИР СССР среди женщин-изобретательниц (1988);
- Почетная грамота Государственной Думы (2000).
- Почетная Грамота Верховного Хурала (2000).
- Заслуженный деятель науки Республики Тыва (2010).
- Лауреат Премии Главы Республики Тыва в области науки за 2012 г. (2013).
- Медаль «За доблестный труд» (2016).
- Почетная грамота Президента Российской Федерации В.В. Путина (2021)